# Kyeyul
Kyeyul chong – koreański odpowiednik szkoły winai (chiń. lüzong).
Założycielem szkoły był koreański mnich Kyŏmik, który w 526 r. powrócił z wyprawy do Indii. Przywiózł ze sobą Abhidharmapitakę oraz pięć wersji Winai. Z 28 mnichami przetłumaczył 72 woluminy Winai i dlatego traktuje się go jako założyciela szkoły w Baekje.
W 588 r. kilka mniszek japońskich przybyło studiować nauki winai na trzy lata. Wśród nich była Zenshinni, która prowadziła pierwszą buddyjską świątynię w Japonii. Mniszki owe przyczyniły się do rozwoju studiów nad Winają w Japonii.
Pod wpływem wskazań Winai król Baekje Beop wydał w 599 r. rozporządzenie, w którym nakazywał nie zabijać [żadnych żywych stworzeń], uwolnić wszelkie ptactwo domowe i spalić wszelką broń myśliwską. Ponieważ buddyzm był jeszcze stosunkowo młodą religią w Korei, skutek tego rozporządzenia był raczej negatywny.
W okresie Silla szkoła ta była jedną z pięciu tzw. szkół doktrynalnych czy scholastycznych.
Za czasów dynastii Koryŏ szkoła ta nosiła nazwę namsan chong. Za jej założyciela uchodzi mnich Chajang (608–686), który w 643 r. powrócił z Chin. Napisał wiele komentarzy, ale szczególnie interesowała go Winaja, gdyż chciał podnieść moralność ludzi oraz poprawić zaangażowanie mnichów i mniszek w praktykę buddyjską.